# Estació de Picanya
L'estació de Picanya és una estació de les línies 1, 2 i 7 de Metrovalència. Es troba al municipi de Picanya (l'Horta Sud), al carrer Jaume I. Fou inaugurada el 8 d'octubre del 1988, juntament amb la resta d'estacions de les línies 1 i 2.
A causa de la gota freda de 2024 l'estació va romandre tancada a partir del 30 d'octubre de 2025. Va ser reinaugurada el 27 de juny de 2025.
| Línies a l'estació de Picanya | Línies a l'estació de Picanya | Línies a l'estació de Picanya | Línies a l'estació de Picanya | Línies a l'estació de Picanya |
| << Capçalera                  | < Estació                     | Línies                        | Estació >                     | Capçalera >>                  |
| ----------------------------- | ----------------------------- | ----------------------------- | ----------------------------- | ----------------------------- |
| Castelló                      | Torrent                       |                               | Paiporta                      | Bétera                        |
| Torrent Avinguda              | Torrent                       |                               | Paiporta                      | Llíria                        |
| Torrent Avinguda              | Torrent                       | Marítim                       | Paiporta                      |                               |